# Amylopectine
Amylopectine is een chemische stof uit de groep van de meervoudige suikers. Amylopectine is een van de twee plantaardige polymeren aanwezig in reguliere zetmeelgranules. De tweede component is amylose. 
Amylopectine bestaat uit vertakte glucoseketens en verschilt van amylose door de vertakkingen met behulp van een CO-brug op de plaats van CH2OH, de zogenaamde alfa-1,6-bindingen. Er is een vertakking elke 24 tot 30 glucose-eenheden. Dit resulteert in een oplosbaar molecuul dat snel kan worden afgebroken, verteerd omdat het veel eindpunten heeft met reducerende suikers waaraan het enzyme amylase zich kan hechten. Daarentegen bevat amylose geen tot zeer weinig α (1 → 6)-bindingen. Dit zorgt ervoor dat amylose langzamer wordt gehydrolyseerd, een hogere dichtheid heeft en slecht oplosbaar is in water. De snel verterende eigenschap maakt amylopectine interessant voor het verbruikende organisme om snel vrijgekomen energie te leveren voor de celademhaling. 
Amylopectine bestaat uit enkele duizenden tot een miljoen glucose-monomeren in een onregelmatig vertakkende boomvorm.
De vertakkingen van amylopectine en de goed oplosbaarheid na koken in water maken zuiver amylopectine zetmeelpolymeer onder andere geschikt als kleefstof (de kleefstof Gluton werd gemaakt van puur amylopectine) en als bindmiddel om bijvoorbeeld duurdere plantaardige gommen te vervangen. Opgekookt amylopectinezetmeelpolymeer heeft door de vertakking een lagere neiging tot zetmeelretrogadatie (opstijven) gedurende opslag en afkoeling. Geleien en sauzen blijven transparanter. In een deeg kan meer amylopectine in het beslag tijdens het bakken zorgen voor extra expansie. 
Zetmeel bestaat gemiddeld voor 85-75 gewichtspercentage uit amylopectine. Sommige planten bevatten een hoger of een lager percentage. Zo vindt men 100% amylopectine in amylopectine-aardappelen, waxy mais en kleefrijst, en een lager percentage amylopectine en dus hoog amylose in bijvoorbeeld Russet-aardappelen (30% amylose), en langkorrelige rijst (25-30%), hoog amylose mais (50-80 %), kreukerwten (60-90%).